# St. Georg (Diebach)

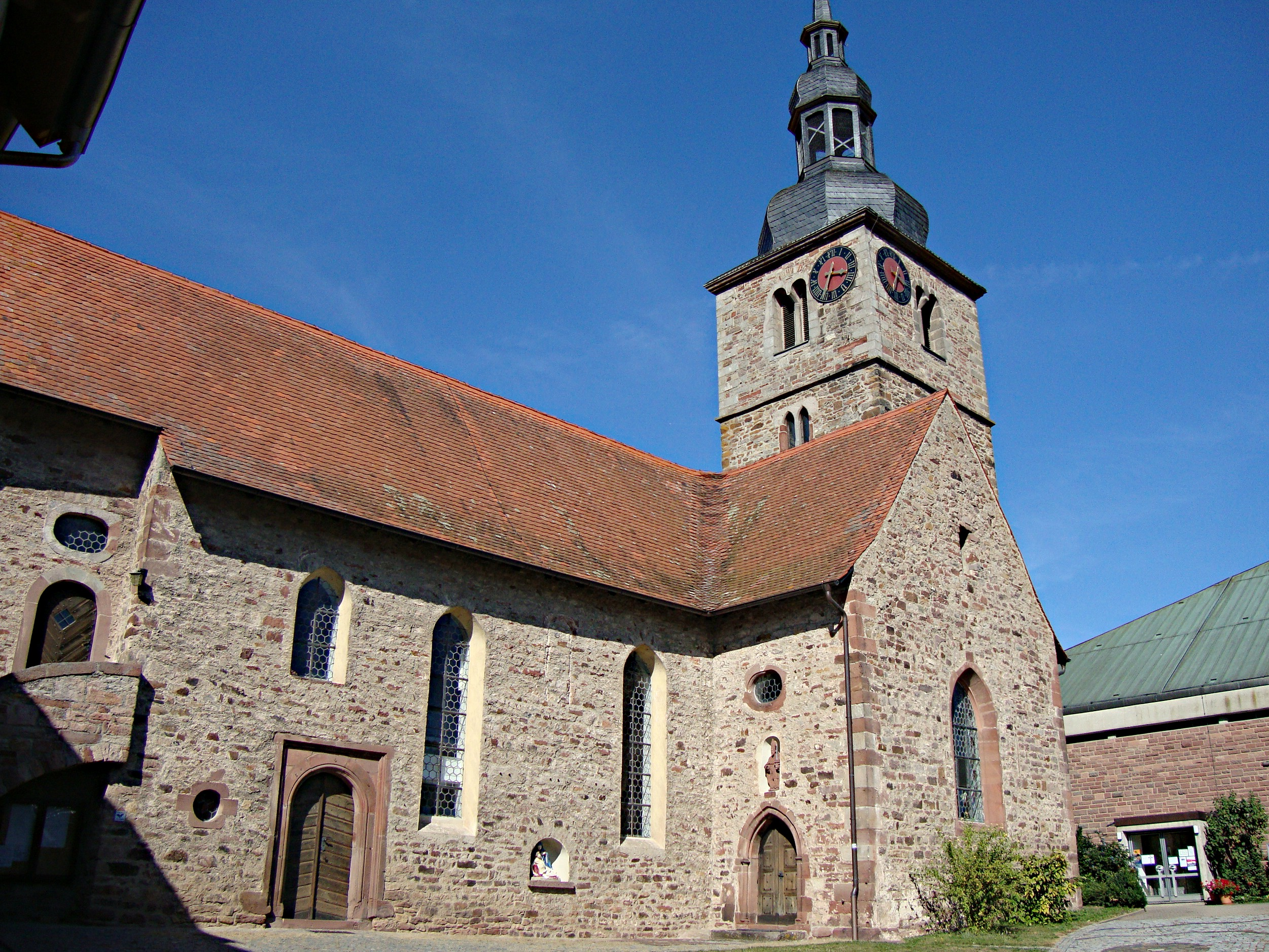
Diebach, St.-Georgs-Kirche, Blick nach Nordosten um Chorturm, rechts angeschnitten die neue Kirche

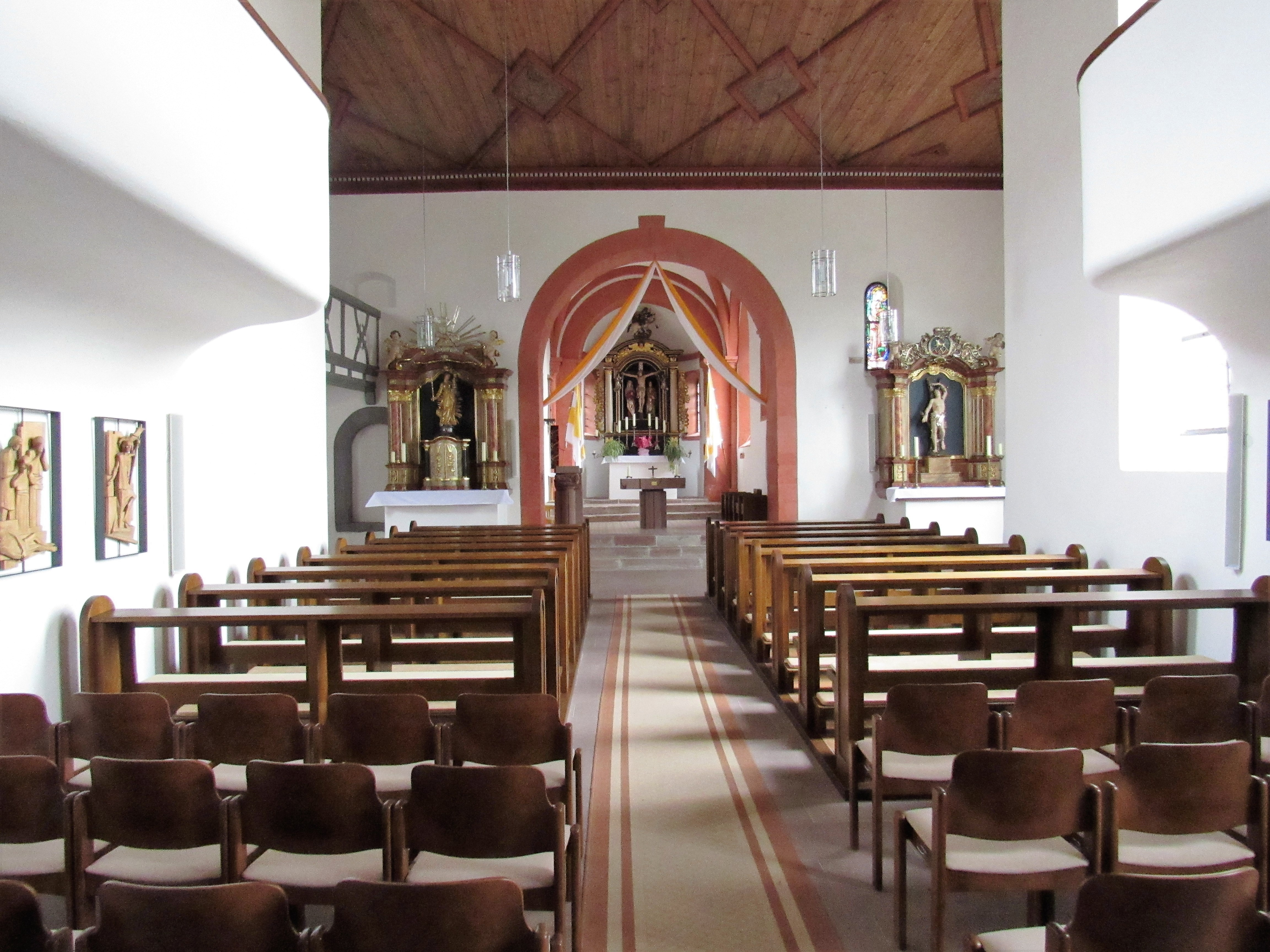
Innenraum der alten St.-Georgs-Kirche

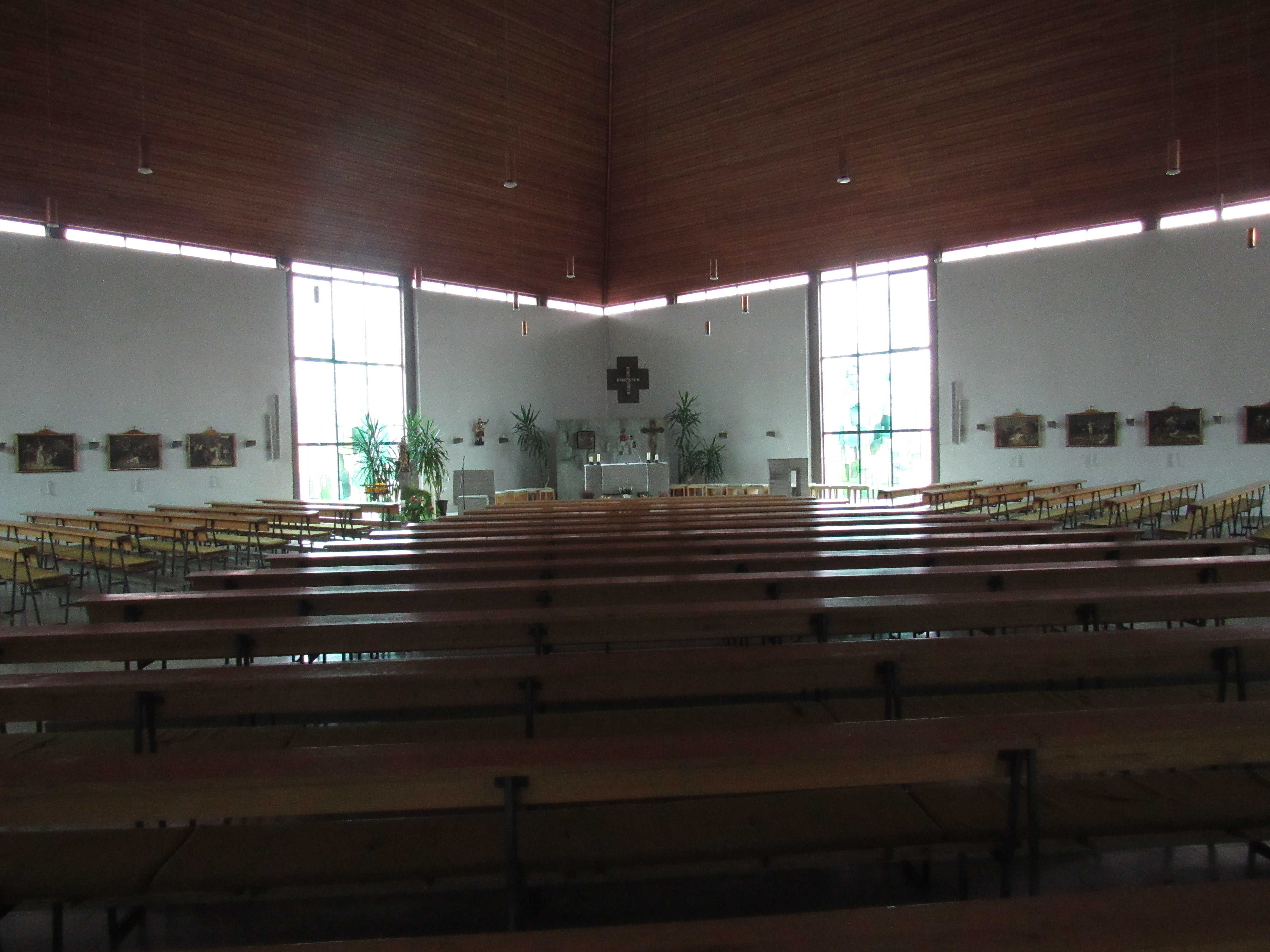
Innenraum der neuen St.-Georgs-Kirche

Die römisch-katholische Kirche St. Georg ist die Pfarrkirche von Diebach, einem Stadtteil von Hammelburg im Landkreis Bad Kissingen. Sie gehört zu den Baudenkmälern von Hammelburg und ist unter der Nummer D-6-72-127-80 in der Bayerischen Denkmalliste registriert.

## Geschichte, Beschreibung und Ausstattung

### Alte Kirche
Die Kirche ist ein spätromanischer Bau aus dem 13. Jahrhundert. Sie besteht aus dem Langhaus, dem Querhaus und dem Chor im Untergeschoss des Kirchturms. Der Kirchturm ist viergeschossig und besitzt eine welsche Haube. Im Jahr 1508 wurden die Fenster in Spitzbogen umgeändert. Die Sakristei war in nachgotischer Zeit entstanden und musste 1972 für den Verbindungsgang zur neuen Kirche Platz machen. Im Jahr 1923 wurde das Kirchenschiff verlängert. Den Hochaltar bekrönt eine Reiterstatue des heiligen Georg. Die Hochaltarfiguren St. Urban und St. Ottilie sind jetzt in der neuen Kirche zu finden, ebenso eine Tragfigur St. Mariens um 1770. An der Westempore ist eine Muttergottes aus der Zeit um 1440 angebracht. Zu erwähnen sind auch die Grabdenkmäler für Dorothea († 1524) und Albrecht von Thüngen († 1533). Die alte Kirche stand seit Errichtung der neuen Kirche leer und wurde bis zum Jahr 2006 durch umfassende Restaurierung wieder zur Benutzung tauglich gemacht.

### Neue Kirche
Die neue Kirche entstand 1973 bis 1974 unter dem Architekten Erwin van Aaken. Ein verglaster Verbindungsgang führt von ihr zum Chor der alten Kirche. Der Neubau ist auf quadratischem Grundriss errichtet und hat ein verschobenes Zeltdach mit Spitze über dem Altar. Er weist große Wandflächen auf, durchbrochen von sechs kunstverglasten Fenstern. Der Altar steht auf einer kreuzförmig gestalteten Altarinsel. An der bildhauerisch gestalteten Rückwand befindet sich ein Bronzetürentabernakel von Josef Ruppert aus Hammelburg. Die aus der alten Kirche übernommene Weise-Orgel von 1925 wurde im Jahr 2016 restauriert.

### Geläut
Das Geläut enthält zwei sehr alte Glocken. Es erklingt im Gloria-Motiv.
| Nr. | Schlagton | Name          | Inschrift                                                                                    | Durchmesser | Gussjahr | Glockengießer             |
| --- | --------- | ------------- | -------------------------------------------------------------------------------------------- | ----------- | -------- | ------------------------- |
| 1   | fis´      | Große Glocke  | Der Kirche dien ich, zu Gottes Wort ruf ich (mit Nennung des Gießers und des Pfarrers usw.). | 105 cm      | 1599     | Sigmund Arnold, Fulda     |
| 2   | gis´      | St. Georg     | Hl. Georg bitte für uns (und Erwähnung der Gefallenen und Kriegsheimkehrer 1914-18).         | 94 cm       | 1953     | Fa. Czudnochowsky, Erding |
| 3   | h´        | Kleine Glocke | Anno domini milesimo quadragesimo octogesimo secundo                                         | 85 cm       | 1482     | unbekannt                 |